# Pesem o Cidu
Pesem o Cidu (špansko Cantar de mío Cid) je španski junaški ep in eno od najstarejših del španske književnosti. 
Španska junaška epika je nabrž nastala pod vplivom francoskih chansons de geste. Od srednjeveških epov (Cantares), ki so opevali zgodovinske ali legendarne španske junake, se je v celoti ohranila samo Pesem Cidu. Nastala je verjetno okoli leta 1140, po mnenju nekaterih znanstvenikov pa šele proti koncu 12. stoletja. Vsekakor pa je mlajša od Pesmi o Rolandu, mogoče pa je ep nastal pod njenim vplivom. Ohranjena je v rokopisu iz leta 1307.
Podlaga epa je zgodovinska. Pod imenom Cid (arabsko »el Cid«, kar pomeni gospodarja) opeva junaška dejanja don Rodriga Díaza de Vivária, imenovanega tudi El Campeador (bojevnik), ki je živel v drugi polovici 11. stoletja. Ep opeva v 3735 verzih junakova dejanja v pesniško problikovani podobi: v prvem delu zgubi kraljevo naklonjenost zaradi obrekovanja in mora v izgnanstvo, nato se sam spopada z Mavri, osvoji Valencijo in si spet pridobi kraljevo milost; v zadnjem delu se pripoved nadaljuje z junakovo poroko in nesreči njegovih hčera, Cid se maščuje nad krutimi možmi in doživi ponovno poroko hčera z ženini iz visokih krogov.
Ep je podoben Pesmi o Rolandu, podlaga so ideje srednjeveškega krščanstva in fevdalizma, glavna junakova vrlina je zvestoba svojemu kralju. Ton je stvaren in resnoben, miselnost je bolj »realistična«, junaku je tudi do gmotnih dobrin, ki so plačilo za njegovo krščansko-fevdalno krepost. Ep velja za špansko nacionalno delo.